# Lichtfosfeen
Lichtfosfenen vormen de voornaamste categorie van fosfenen, nawerkingsvlekken die op het netvlies ontstaan, nadat men in een lichtbron heeft gekeken. Meestal wordt gewoonweg van fosfeen gesproken als men een lichtfosfeen bedoelt, bij de andere categorieën van fosfenen wordt geëxpliciteerd.
In tegenstelling tot de andere fosfenen, ontstaat een lichtfosfeen doordat het retinapurper van het oog door licht wordt overprikkeld. Het nabeeld dat hierdoor ontstaat, noemen we een lichtfosfeen.
Fosfenen die toevallig ontstaan, zijn vrijwel meestal onschadelijk.
Wanneer echter met fosfenen wordt geëxperimenteerd, zal de intensiteit van het licht, alsook de frequentie van het aantal fosfenen toenemen.
Hierbij moeten een aantal veiligheidsnormen worden gerespecteerd:
- De lichtbron moet bestaan uit een gewone gloeilamp (geen spots, gekleurde lampen of gaslampen).
- De lamp moet zich op een afstand van 2 meter van de ogen bevinden.
- Bril of contaclenzen worden verwijderd.
- Voldoende met de oogleden knipperen.

Tegenaanwijzingen:
- Mensen met overgevoeligheid voor licht.
- Personen met psychische problemen.
- Mensen met zogenaamde aangezichtspijnen.
- In geval van twijfel arts raadplegen.

De lichtfosfenen worden meestal onderverdeeld in volgende subcategorieën:
- Het post-fosfeen
- Het co-fosfeen
- Het onderhouden fosfeen
- De visuele chaos

Volgende formule wordt meestal voor co-fosfeen en post-fosfeen gehanteerd:
3' licht → na 30" co-fosfeen. → na 3' → 10' post-fosfeen.
Dit betekent: Als je gedurende 3 minuten naar de lamp kijkt, krijg je na 30 seconden een co-fosfeen. Wanneer de lamp gedoofd is, krijg je nog gedurende 10 minuten een post-fosfeen. Fysiologisch gaat het overigens om hetzelfde verschijnsel, waarin enkel een parameter verschilt.

## Co-fosfeen
Een co-fosfeen is een fosfeen dat ontstaat terwijl men in een lichtbron kijkt, in tegenstelling tot een post-fosfeen dat pas achteraf verschijnt. Het co-fosfeen uit zich meestal door een schijnbaar blauw of roze worden van de lamp.

## Post-fosfeen
Een post-fosfeen is een fosfeen dat ontstaat nadat men in een lichtbron heeft gekeken. Het fosfeen ziet er meestal uit als een geel-groene vlek met daaromheen een rode rand.

## Onderhouden fosfeen
Een onderhouden fosfeen is een post-fosfeen, waarbij de oorspronkelijke belichtingstijd iets is ingekort, maar waarbij achteraf ritmische impulsen worden gegeven door bijvoorbeeld een aantal minuten lang 5 seconden licht en 5 seconden duisternis af te wisselen.

## Visuele chaos
De visuele chaos is het geheel aan fosfenische verschijnselen die men heeft, wanneer men lange tijd in de duisternis blijft (bijvoorbeeld bij het slapen gaan) en die dus niet worden veroorzaakt door lichtinval op het netvlies.